# Rafel Lloret
Rafel Lloret, (Mallorca, (difunt abans de 1451), bruixoler i mestre de cartes de navegar d'obra no conservada, net per línia materna de Guillem Soler i cosí de Rafel Soler. Atès que a la data del matrimoni de la seva mare Margarita, filla de Guillem Soler, bruixoler, amb Esteve Lloret, l'any 1402, el seu avi ja era difunt, tot sembla indicar que va rebre la seva formació al taller del seu oncle Joan Soler, juntament amb el seu cosí. Es troba documentat el 1436 i segons un document de 1451, en què s'indica que era difunt, va dictar testament el 1442, per la qual cosa la seva mort es va produir entre aquestes darreres dates.

## Genealogia dels cartògrafs Soler-Lloret
```
──
Guillem Soler
 (doc. 1368-†<1402)
├──
Joan Soler
 (doc. 1405-1409)
│ └──
Rafel Soler
 (doc. 1420-†<1446)
│ └──
Gabriel Soler
 (doc. 1446-1475)
└──Margarita ∞(<1402) Esteve Lloret
└──
Rafel Lloret
 (doc. 1436-†<1451)
```